# Намгай Церинг
Намгай Церинг (англ. Namgay Tshering; род. в 1979 году) — бутанский политик, министр финансов Бутана (с ноября 2018 года). Член Национальной ассамблеи Бутана.

## Биография
Намгай Церинг родился в 1979 году. Он получил степень бакалавра наук в области коммуникаций в Мадрасском университете в Индии. А затем получил степень магистра в области общественного здравоохранения в Университете Чулалонгкорна в Бангкоке.
До прихода в политику Церинг занимал должность координатора проектов — проекта Мирового банка и Глобального фонда. Также он работал в министерстве здравоохранения, менеджером программ в Национальной программе по борьбе с ВИЧ и СПИДом (с 2014 по 2018 год), а также во Всемирной организации здравоохранения (с 2014 по 2016 год).
Церинг является членом социально-демократической Объединённой партии Бутана. На выборах 2018 года он был избран в Национальную ассамблею Бутана. 3 ноября премьер-министр страны Лотай Церинг объявил состав своего нового кабинета — Намгай Церинг был назначен министром финансов Бутана.